# Should a Wife Forgive?
Should a Wife Forgive? er en amerikansk stumfilm fra 1915 af Henry King.

## Medvirkende
- Lillian Lorraine som La Belle Rose.
- Mabel Van Buren som Mary Holmes.
- Henry King som Jack Holmes.
- Lew Cody som Alfred Bedford.
- William Lampe som Dr. Charles Hoffman.